# Řehoř Nitsch
Řehoř Nitsch z Löwenbergu, také Gregor Nitsch, byl humanistický právník, veřejný notář a olomoucký kanovník. Patřil do kroužku olomouckých humanistických intelektuálů a podílel se na založení společnosti Sodalitas Maeierhofiana (též Sodalitas Marcomannica).
Narodil se ve druhé polovině 15. století, poprvé je doložen jako notář roku 1490. Pocházel ze slezského Löwenbergu (též Lamberk, pozdější polský Lwówek Śląski). V roce 1499 byl uveden ve imatrikulační knize právnické fakulty Vídeňské univerzity. V letech 1500 až 1501 zde Řehoř Nitsch studoval u Conrada Celtise, spolu s dalšími olomouckými humanisty – Janem ze Zvole, Wolfgangem Langem, Štěpánem Taurinem a Jiřím Žabkou-Ranatiem. Jmenovaní učenci pak šířili Celtisovy ideje na Moravě. Když se Řehoř Nitsch vrátil v roce 1502 z Vídně do Olomouce, založil společně s Martinem Horčičkou-Sinapinem a dalšími učenci společnost Sodalitas Meierhofiana.
Roku 1505 se Řehoř Nitsch vydal na návštěvu Krakova a přivezl odtamtud vyobrazeni a dokumentaci nově postavených hradeb. Zejména koncept předsunutých rondelů se pak uplatnil během modernizace olomoucké pevnost při opevňování Hradské brány. V listáři Conrada Celtise se dochoval jeden z Nitschových dopisů, z jehož formulace odpovídá, že šlo o veřejný dokument – před odesláním byl čten na schůzi sodality. Biskupský administrátor Konrád Althaymer odkázal Nitschovi soubor raných tisků právnické literatury, včetně díla Johanna Auerbacha.
V roce 1504 získal Nitsch pozici generálního vikáře a officála biskupa Stanislava Thurza. Roku 1512 jej v úřadech nahradil olomoucký světící biskup Martin Göschl, ten však roku 1516 rezignoval a Nitsch se na obě pozice vrátil. Seznam z roku 1527 dokládá, že podobně jako ostatní kanovníci sídlil v jednom z 54 domů v Předhradí. Zemřel po roce 1528.